# دون فانوچی
دون فانوچی  (به انگلیسی: Don Fanucci) یک شخصیت خیالی است که در رمان پدرخوانده ماریو پوزو در سال ۱۹۶۹ و فیلم پدرخوانده: قسمت دوم در سال ۱۹۷۴ ظاهر می‌شود، نقش فانوچی توسط گستونه موسکین به تصویر کشیده شده‌است.

## زندگینامه
دون فانوچی (۲۷ نوامبر ۱۸۶۷ - ۱۶ اوت ۱۹۲۰) پدرخوانده محله هِلز کیتچن و اولین قربانی ویتو کورلئونه بود. او اخاذی بود که با ادعای ارتباط با رهبر دست سیاه، مارانزالا، از کسب‌وکارهای محله اخاذی می‌کرد.
فانوچی دختر جوانی را به دلیل عدم پرداخت پدرش تهدید به نقص عضو کرد و باعث اخراج ویتو از کارش شد. وقتی ویتو و دوستانش را تهدید به لو دادن به پلیس کرد، ویتو تصمیم به قتل او گرفت.
ویتو با پرداخت تنها ۱۰۰ دلار از ۶۰۰ دلار درخواستی، ضعف فانوچی را تشخیص داد. در جشن سن روکو، ویتو با اسلحه‌ای که در حوله پیچیده بود، فانوچی را در آپارتمانش کشت. پس از مرگش مشخص شد ادعاهای فانوچی درباره ارتباطاتش دروغ بوده است.
این ترور پایه‌های قدرت ویتو کورلئونه را بنا نهاد. شخصیت فانوچی احتمالاً از ایگنازیو لوپو، رهبر دست سیاه الهام گرفته شده است. در دوبله ایتالیایی فیلم، فانوچی با لهجه ناپلتی صحبت می‌کند.